# Monestir de Žitomislić

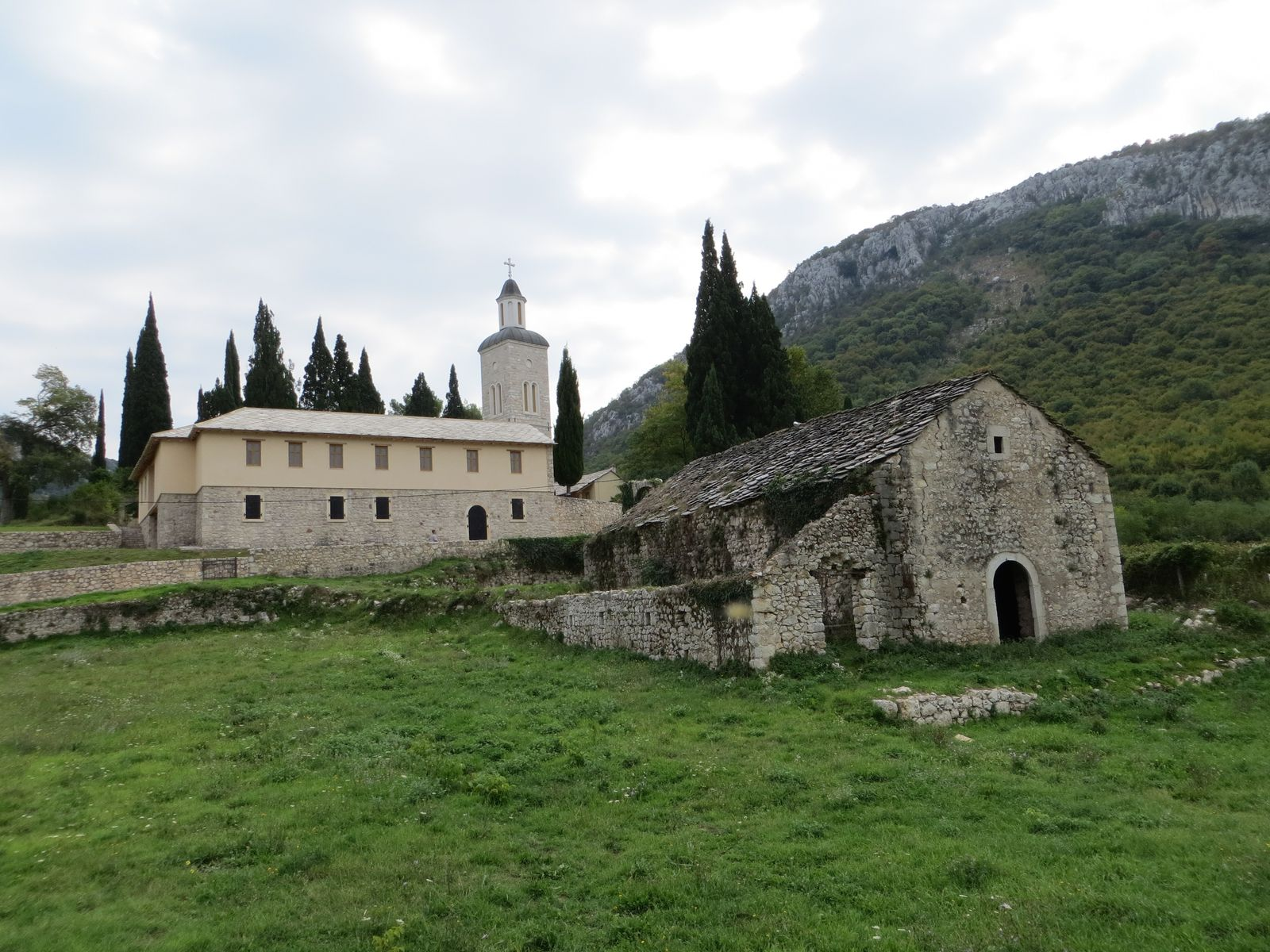
El monestir, el 2013.

El Monestir de Žitomislić és un monestir ortodox dedicat a l'Anunciació i localitzat a prop de Mostar, a Bòsnia i Hercegovina.

## Història
El 1566 l'Imperi Otomà, representat pel cadi de Nevesinje, va concedir un permís a la família Miloradović-Hrabren per construir un monestir de l'Església Ortodoxa Sèrbia a Žitomislić sobre les ruïnes d'una església antiga. Van tardar més de quaranta anys per acabar la construcció de l'edifici, i per això la primera referència als monjos d'aquest monestir és del 1606. El monestir comptava amb un alt nivell artístic i tenia molta activitat d'escriptura i de renom en el seu temps. A l'alçada de la seva importància, el monestir controlava l'explotació de grans extensions de terres per part dels mateixos monjos.
A principis del segle xix, el prior, Simeon Miljković, va fer millores al monestir amb espai pels convidats, aigua corrent i una nova vinya. Va inaugurar un seminari el 1858. La confraria sencera del monestir de Žitomislić va ser detinguda pel feixista croat Ústaixa el 26 de juny de 1941 i conduïda al poble de Blizanci, on van ser torturats i morts, i alguns van ser llançats vius a una cova de Vidonja. El monestir va ser saquejat i tota la construcció va ser destruïda amb l'única excepció de l'església del monestir. Els cossos dels monjos van ser recuperats de la fossa el 1990 i enterrats el 3 de febrer de 1991, amb el patriarca Pavle oficiant al servei.
El 1992 Žitomislić va ser destruït pel Consell de Defensa Croat (HVO) com a part de la guerra en curs després del col·lapse de Iugoslàvia. En aquest moment, la biblioteca contenia dotzenes de manuscrits antics dels segles xvi i xvii, incloent un petit arxiu de documents turcs. El tresor va ser saquejat i els edificis, incloent el cementiri, van ser dinamitats i enderrocats completament. Les pedres es van deixar on van caure, però quan es va iniciar la reconstrucció de Žitomislić l'abril de 2002, la seva arquitectura prèvia va ser reconstruïda minuciosament. El maig de 2005, la sessió regular de la Santa Assemblea dels Bisbes de l'Església Ortodoxa Sèrbia es va iniciar al monestir de Žitomislić, que estava totalment restaurat. S'atribueix a la reconstrucció d'aquest monestir, símbol del territori, el retorn d'antics exiliats a la seva pàtria.